# Qian'an (Tangshan)
Qian'an (en chino, 迁安; pinyin, Qiān'ān) es un municipio  bajo la administración directa de la Prefectura Tangshan en la Provincia de Hebei, República Popular China.  Su área es de 1227 km² y su población total para 2010 superó los 720 mil habitantes. 

## Administración
Desde julio de 2020, el  Municipio Qian'an se divide en  pueblos que se administran en 4 subdistritos y 17  poblados.

## Toponimia
El área de la actual Qian'an había sido históricamente parte del Condado Anxi (安喜县). En 1167, durante la dinastía Jin, el área pasó a llamarse Qian'an [/chián-an/] que significa 'trasladado desde An(xi)'.